# Едо Маајка
Едо Маајка (право име Един Осмић; Брчко, 22. децембар 1978) босанскохерцеговачки је репер и аутор хип-хоп текстова.

## Биографија
Един Осмић је рођен 22. децембра 1978. године у Брчком у Босни и Херцеговини, где је завршио основну школу. Маја 1992. избија рат који захвата и његов крај, те је Един Осмић био присиљен да побегне у село Ограђеновац надомак Брчког. Камионом прелази у Хрватску, тачније у Привлаку крај Задра, а затим се трајно смешта у Загреб, где похађа машинску школу.

Едо Маајка је, на питање о свом пореклу, одговарао:
Ја се никад нисам срамио ко сам и одакле, сви то знају, али чињеница је и да сам дио хрватске естраде јер делујем и ту. Мислим да причам о социјалним темама које се тичу и Хрватске и Босне, а то су јако јако јако слични проблеми, и био бих кретен и лажњак кад не бих репо о Хрватској јер ту живим. Ја сам Бошњак, то ми се види по глави, хахаха, али припадам на обје сцене и драго ми је што је тако.

Како сам каже:
Дош'о сам у Загреб прије 9 година и овај град прихваћам као свој. Имам пургерски нагласак, волим Динамо, скандир'о за Радио 101, скандир'о за синдикате. Био сам ту кад се мијењала власт, кад је Динамо рокн'о Партизан 5:0, кад је рикн'о Њофра... Ту сам први пут гузио, први пут се напио, први пут реп'о, први пут скоро све.
Прва интересовања за хип хоп код Еде се јављају још у средњој школи. Са петнаест година почео је да снима демо снимке са сопственим подлогама.
По завршетку рата, враћа се у Босну како би студирао. За време боравка у Тузли, постаје члан hard core групе Diskord која касније мења име у Defence. Група снима демо сингл Одбрана 99, који постаје хит године на радио Хит-у у Брчком. Али његова љубав је ипак реп, те се промовише на радио Камелеону у емисији FMJAM где изводи први босански freestyle. Ова емисија окупила је младе неафирмисане уметнике који оснивају групу Дисциплинска комисија, коју чине Едо Маајка, ,DJ Soul, Hamza и Moonja, вокал Defenca.
Након годину дана студирања, Едо одустаје од факултета због финансија и других разлога, те се враћа у Загреб. Ту код Shot-a из Елементала узима једну подлогу на вересију. Са Shot-ом, Едо ради прво Минимални ризик, а након месец дана и песму Махир и алма. Након емитовања у емисији Blackaut, песме имају одличну прођу код публике. Демо песма Махир и Алма је изабрана по оцени слушаоца радио Камелеона за хит 2001. године. Един таленат препознају издавачке куће, а Едо се одлучује за „Менарт“, који му издаје први студијски албум „Слушај матер у пролеће 2002. године и постаје најбољи newcommer те године на подручју Хрватске, Босне и Херцеговине, Словеније, Србије и Црне Горе и Македоније. За албум је добио хрпу награда, а међу њима: Златна кугла, Даворин, Порин и Црни мачак а имао је и низ гостовања, као што је гостовање на песми Тешко је фул бити кул Хладног Пива. Имао је успешну турнеју са TBF. Промоцију албума затворио је спот за песму Приказе. Давор Коњикушић и Мишо Бабовић направили су 2003. године документарац о Еди - Трајно настањени странац.
Две године касније, издаје други албум Но сикирики којим потврђује свој статус једног од најбољих mc-ија Балкана. Наступа с младим босанским репером Frenkie-јем, са пратећим бендом Lexaurini или са DJ Soul-ом и DJ Олидоболи-јем, у скоро свим градовима бивше Југославије и многим европским клубовима и фестивалима. Ради 2003. године музику за филм Срђана Вулетића Љето у златној долини, те излази његов први soundtrack Златна долина, на којем се нашла истоимена песма и песма Сузе са српским репером Марчелом.
Трећи албум Стиго ћумур му доноси, као и претходни албуми, мноштво награда и похвала у медијима. На њему сарађује са српским реперима Скај Виклером и Ајс Нигрутином.
2008. године, Едо и његов продуцент Koolade, сложили су сат одличног хип хопа на албуму Балканско а наше.
С њим су сарађивали TBF, Pips Chips и Videoclips, Хладно пиво, Diyala, Frenkie, Лету штуке, Skroz, Defence, Sinestet, Дадо Топић, Studio Morris, Davor Erceg, the Books of knjige, Болесна браћа, Nered, Stoka, General Woo, Elemental, El Bahate, , Скај Виклер, Ајс Нигрутин, Тимбе, Raksi и многи други.
Редитељ Силвио Мирошниченко снимио је 2007. године документарни фим о Еди. Филм прати Еда Маајку од родног Брчког до Новог Пазара где ће одржати први концерт такве врсте у том делу Санџака. Филм је премијерно приказан на Мотовун Филм Фестивалу. Филм је победник Фестивала документарног рок филма који се одржава у Винковцима. Филм је емитован и на другим европским и светским фестивалима.
Маајка је радио на хип хоп мјузиклу Просјачка опера за Тузлански театар, позајмио је глас у хрватским синхронизацијама цртаних филмова Легенда о медвједу,  Ледено доба 2, Жута минута и Chicken Little.
Са својим бендом, Едо спрема Best of, који ће, како је планирано, изаћи на пролеће 2010. године. Иначе, бенд који га је пратио до 2007. године звао се Lexaurini, али је распуштен, а Едо је јуна 2008. објавио да је основао нови бенд Трнокоп који се премијерно појавио на Рокајфесту.
Живи и ради у Загребу.

## Слушај матер
Албум Слушај матер отвара Интро у којем Едо, без музичке подлоге најављује себе и екипу која је учествовала у стварању албума. Затим иде насловна ствар, Слушај матер, а потом Минимални ризик. Ова песма је настала након Едовог повратка из Босне и Херцеговине, где је ишао да студира, у Загреб. Повезује се са Shot-ом из Елементала који му даје beat-ове, и прави прво Минимални ризик, који је критика оценила као кратки водич кроз предузетништво у Хрватској, а потом и песму Махир и Алма у којој Едо говори о вечитој теми и инспирацији - љубави. Песме су се први пут чуле у емисије Blackout и одговор публике је био одличан. Таленат Еде Маајке препознале су издавачке куће, и он се одлучује за Менарт, који му припрема први студијски албум Слушај матер. Продуценти на албуму су Dash, Koolade и Shot. Након Минималног ризика, иде ствар Радо виђен кроз коју Едо, још једном, представља себе и говори о томе колико га људи воле. Следи песма Јесмо л’ сами коју отвара Бранко Ђурић Ђуро са својим монологом из серијала Топ Листа Надреалиста где сведочи о свом сусрету с НЛО, а затим Едо кроз песму излаже данашњу ситуацију у свету. Салетова освета је класична прича о кратком животу малолетног делинквента из урбане средине. Следе приче о Едином сусрету с Приказама, о ситним криминалцима, ратним профитерима и тајкунима: Фаца, Шверц комерц feat. Stoka и Паре, паре, приче о судбинама људи у и после рата: За или против и Немој бојат се, као и гостовања El Bahatee-ја на песми Молитва и Bizz-е на песми Шанк, а ту су и две рецитације: Рецитација и Оутро, која затвара овај албум. Најавни сингл албума је ствар Знаш ме, а синглови су још и песме Јесмо л’ сами и Приказе.

## Но сикирики
Албум Но сикирики се нашао у продаји 8. марта 2004. године на којем се нашло деветнаест песама о послератној балканској стварности, тужне и смешне приче из живота, али и песме које одишу оптимизмом као што само име албума каже. Но, и поред назива Но сикирики главна тема албума је рат, односно оно што смо добили као његову последицу када се завршио: родитеље који мрзе друге нације и томе уче своју децу, професионалне убице који су каријеру почели на фронту (Обећана ријеч у којој на рефрену гостује Дадо Топић), Балканце расуте свуда по планети, роде које не желе носити своје младе тамо где се тако често пуца, где се људи друкчијих погледа имају на зубу.
Албум отвара Севдах о родама који, већ на почетку, јасно каже да су се сви они који су по наслову помислили да је ово оптимистичан албум – преварили, јер ни овај, по реду други, албум темама не одудара од првенца. Аутор нам се представља кроз песму То сам ја. Буди популаран сине... саветује отац сина у песми Пржииии (feat. Дино Шаран), те овај креће на пут ка слави. Ова песма је урнебесна пародија на музичаре чији хитове вређају интелигенцију слушаоца. Он је Хрват, а она Српкиња, али њих то не спутава да се воле и када она затрудни, они одлучују да се венчају – прича је песме Он је млађи која је, по оцени критике, по количини емоција наследник Махира и Алме. Следи песма Свуди сан бија у којој Едо говори где га је све пут водио, од ресторана у којима је радио па до дијаспоре где је имао концерте, а затим песма о томе како живе они који су у дијаспори - Савске медузе. Руке горе нам показује како изгледају његови концерти, а потом следи ствар у којој нас позива да га слушамо док није почео да стари и пре него буде постао досадан (Слушајте ме сад). Легенда о Елвису је црнохуморна прича о љубавном троуглу и малом црном Босанцу, која је уз Но сикирики, која је химна лаганом животу без нервирања, заправо једина оптимистичнија прича на овом албуму. С колегом из Дисциплинске комисије који га прати на концертима, Frenkie-јем, Едо у песмама Ожежи и Не-мо-жеш показује какав је на beatl-у. Зашто се и како кидају везе говори Едо у песми под бројем 15, док о томе коме посвећује свој рад говори у песми Само за рају. Down је песма која се бави (пост)ратном тематиком – ово је писмо дечака оцу који је нестао током рата, песма оцртава судбину многих породица, које због рата то више нису. Албум се завршава у истом духу као што и почиње, песмом Матер вам јебем.
На албуму се појављују најбољи европски продуценти који раде за најеминентнија реп имена у свету: Koolade, Dash, Shot, Baby Dooks. У првој недељи албум је продат у преко 5.000 комада, а у само месец дана достигао је сребрни тираж. У новембру 2005. године Маајка је добио Порина у категорији најбољег клупског албума, као и за најбољи видео спот за песму Пржи који је режирао Андреј Коровљев. Награду Златна кугла добио је у категоријама најбољи певач, најбољи видео спот за песму Пржи, као и најбољи web site www.edomaajka.com, те ЗЛАТНИ ДОП године - Најизвођач према гласовима критике. Музички видео спот „Пржи“, номинован је и за награду Дани хрватског филма за најбољи музички видео рад, добио је позивницу на међународни филмски фестивал "Crossing Europe" који се одржавао од 26.04. до 01.05. 2005. у граду Линзу у Аустрији. Спот је приказан на фестивалу у категорији "Consinius Rap!" који промовише најбоље европске реп и хип хоп видео радове који су социјално, културолошки и политички ангажовани.
Након синглова Но сикирики који је био најавни, Пржи, Обећана ријеч, албум службено затвара синглом Матер вам јебем за којег је октобра 2005. са одличном словенском екипом снимио спот. Спот је рађен на филмској супер 16-ици, редитељ спота је Јан Цвитковић, а спот је сниман у Тузли, два дана екстеријера, и један дан у студију Аркадена у Љубљани. Ради се о серији slow-motiona, који прво показују разне људе у њиховој средини, који се спајају с рефреном. Финална сцена је hommage интру албума Но сикирики ("воде без лешева, поља без мина, оне доносе роде, а и ја бих да имам кћер ил' сина"), с Едом на травњаку и пригрљеним дететом. Премијера спота била је на МТВ Адриа, а због експлицитних речи није се емитовао на ХТВ-у и Новој ТВ, већ је пуштан на локалним хрватским телевизијама и могао се downloadovati на интернету.
Дворану Дома спортова Едо је напунио 2. октобра 2004. и тиме, још једном, потврдио статус једног од најпопуларнијих репера овог поднебља.

## Стиг'о ћумур
Након успешног другог албума, Но сикирики, Едо Маајка је у Morris студију снимио свој нови албум, издат 31. марта 2006. године, коме је дао назив Стиго ћумур. О томе зашто такав назив, Едо је рекао:
Овај се албум, људи, једноставно мор'о овако звати. То сам му име дао и прије почетка рада на њему. Израз 'стиг'о ћумур' је дубоко усађен у мене и представља ми радост, рад и хиљаде рудара који су за мене појам доброте, рада и истинских вриједности које је Балкан појео и на то мјесто ставио профитере, мафију, политику, мржњу и страх. Он би требало да буде неки апел људима и средини на повратак правим људским вриједностима и достојанству које се изгубило. Момци с овог цовера су рудари рудника Бреза у БиХ, пуни свих тих вриједности и вјере у боље сутра. Хвала им што ме, кад год погледам овај цовер, подсјете да пробудим те вриједности у себи. Рудари, живјели ви мени .... 
Кроз стихове уводне песме Уши затвори, Едо Маајка подвлачи разлику између медијског Еде и његовог приватног одраза, јер његова вербална даровитост је извргнута и претворена у оно чега се он згражава. То је одговор на нападе и сензационалистичке наслове, кроз који Едо говори о својој неопозивој одлуци да и даље своју истину пљује равно у очи. Након песме Уши затвори, следи Бомба која говори о цурама чији се живот одвија између wellness центара, теретана, шминкерских кафића и народњачких party-ја. У песми Буди и ти наругао се Едо, уз помоћ Ајс Нигрутина снобовском МТВ-јевском r'n'b менталитету. Трпај је прича о полицијском тренирању строгоће на сумњивцима ситног зуба уместо на криминалцима. Критика сматра да је повик хорук који се налази у овој песми уз поруку нека ме... повуку један од врхунаца албума где Едо показује свој неконтролисани бес и огорчење. То мора да је љубав на којој гостује Реми из Елементала је најавни сингл овог албума. Ова песма је, како су критичари оценили, ултимативно извињење мушког рода за све заборављене годишњице, остављене чарапе насред дневне собе и неопрано суђе. Кроз песму То што се тражи, на којој гостује Дино Шаран из Лету штуке, Маајка се бави стањем на естради и бизарним ликовима на њој, нимало забавним забављачима и самозваним звездама које подржава народни радио. Дино Шаран појављује се на још једној песми - За Мирзу, песми-писму пуној емоција за ратом расуту дијаспору. Реко сам јој је песма с љубавном темом написана без улепшавања животних прича о љубави и мржњи, на којој гостује Скај Виклер; успон и пад једне везе без срећног краја. Кроз Северину Едо прича о свакаквим свакодневним гадостима живота на Балкану и о балканском менталитету, и уопште о свему ономе што га иритира. Песма нема никакве везе с певачицом из наслова, већ је Едо њеним именом покушао да привуче пажњу на оно што је имао рећи о проблемима Босне и уопште целе бивше Југославије, јер, на претходном албуму налазила се песма с истом тематиком - Матер вам јебем, али нико није обраћао пажњу на текст и поруке које он носи, већ на псовке које у њему изговара, те Едо није бирао средства да привуче пажњу и певачицу је ставио у наслов песме.
Едо је најављивао да ће ово бити његов последњи албум након кога се повлачи, али то се није десило.

## Покради лову
Dj Flow Deep покупио је песме с Единог MySpace-a и сложио их у mixtape Покради лову, који се појавио као најава за албум Балканско а наше који се ускоро нашао у продаји. Прва ствар на албуму је FMJAM верзија песме Покради лову, која се нашла и на албуму. Затим следи песма која говори о (не)раду парламента и владе и последицама истог - P.V.. Ту је и Надреално, песма за уводну шпицу Nadreality Show-а. Кроз песму Не занима ме, Едо нам говори о томе како се носи с популарношћу, док у песми Majk cek моли доктора да му објасни како да се излечи од хип хоп-а. Ту је и ствар MC Berbo Jebaim, што је, поред Едо Маајка, још једно име по којем је познат Един Осмић. Ту су и три гостовања, на песмама: Не знам (Виклер Скај), Боинг (Саша и TBF) и Ђе си? (Ante Cash). На крају, Маајка се уз босански џоинт прошетао до неба где Алија, Туђман и Слобо неки.. свирају његове песме - песма Носталгија.

## Балканско а наше
Един четврти албум је требало да носи име Сјети се и требало је да изађе у октобру 2007. године, али је излазак албума померен за март наредне године. За овај период, албум се доста променио у односу на оно какав је првобитно требало да буде јер му се, како Едо каже, живот мењао, а самим тим и он, па је тако настало пуно нових песама. А десило се и то да није добио одобрење за семпл Џејмса Брауна, па се тако на албуму није могла наћи ствар коју је одрадио с Frenkie-јем.
Балканско а наше, албум који је најављен с два сингла, Покради лову, и Ганси, угледао је светло дана 25. марта 2008. године. Отвара га Едова уводна реч, Интро, која нам појашњава шта нас чека на овом албуму. Затим следи песма Дај ми љубав, где можемо чути како Едо репује у flow-у с почетка деведесетих година прошлог века, а затим је ту ствар с јаком и директном социјалном поруком - Климај главом. Ствар Ове године славим са самплеом Лежај од суза Јосипе Лисац, представља логичан наставак на Но Сикирики. Ганси, други најавни сингл албума, описује Загреб и Јабуку с краја деведесетих година прошлог века, као и Јасну која га је пљувала кад је био нико и ништа, а сад га одједном похотно гледа. Први сингл је Покради лову, песма о профитерима и њиховим везама са политичарима, тај зачарани круг ових простора. Затим се редају песме о пролазности, Све пролази feat. Саша Антић, о лажној љубави Волим те feat. General Woo и Burky, о односу између Еде као репера и жене коју воли, Велики медо с Иваном Старчевић која је отпевала back вокале на албуму, а ту је и ода old-skool flow-у- Овај ритам волим feat. Koolade. Дино Шаран гостује на песми Хаг, то је storytelling о три различите особе које на различите начине доживљавају ослобађајућу пресуду Хашког затвореника. Као и на претходним албумима, и на овом, Едо нам репрезентује Blackout и FMJAM, овога пута кроз песму И даље слушам, где кроз прву строфу говори о Загребу, а кроз другу о Тузли и Брчком, али пре свега песма је захвалница репу и људима који су уз њега и пуно му значе. Како изгледа Загреб за време летње жеге кад су у њему само туристи и Едо, говори летња ствар Сви су ошли на море. Дисциплинска комисија, настала још пре првог албума Еде Маајке, спрема свој први албум, те нам га Frenkie, Hamza, Moonja Defence и DJ Soul најављују кроз ствар FMJAM I like. И на крају, Едо је уместо на омоту диска, одлучио да се свима који су му помогли или учествовали у његовој каријери, захвали кроз песму Хвала, воли вас Маајка, која затвара овај албум.
У режији Јакше Борића, априла 2008. године снимљен је у загребачкој Јабуци спот за песму Ганси у којем се појављују шампионке хрватског боди билдинга Миљана Павковић и Андреа Пондар. Јануара 2009. за песму Све пролази снимљен је спот на Сави, у Орашју, Загребу и Жупању. Половина спота снимљена је на броду који вади шљунак који прати животе људи који раде на броду и плове на граници Хрватске и Босне и Херцеговине.

## Награде
- Порин
  - Најбољи албум урбане, клупске музике „Но Сикирики“ (2005)
  - Најбољи спот „Пржиииии“ (2005)
  - Нови извођач године „Едо Маајка“ (2003)
- Даворин
  - Урбани албум „Но Сикирики“ (2005)
  - Песма године „Но Сикиркики“ (2005)
  - Урбана песма „Но Сикирики“ (2005)
  - Урбани извођач „Едо Маајка“ (2005)
  - Вокална сарадња: „Хајмо рушит Френки и Едо Маајка (2006)
- Златна Кугла
  - Најбољи певач „Едо Маајка“ (2005)
  - Најбољи спот „Пржиииии“ (2005)
  - Најбољу вебстраницу„ www.edomaajka.com“ (2005)
  - Златни Доп године - Најизвођач према гласовима критике „Едо Маајка“ (2005)
  - Златна кугла за најбољи омот у Хрватској (2006)
- Црни Мачак
  - Дебитант године „Едо Маајка“ (2003)
  - Најбоља песма „Знаш ме“ (2003)

## Дискографија
- Слушај матер (2002)
- Златна долина (2003) (саундтрек)
- Но сикирики (2004)
- Стиго ћумур (2006)
- Покради лову (2008) (микстејп)
- Балканско а наше (2008)
- Штрајк мозга (2012)
- Пут у плус (2018)